# Мартинюк Володимир Володимирович
Володимир Володимирович Мартинюк (нар. 27 серпня 1968) — радянський та український футболіст, який грав на позиції нападника та півзахисника. По закінченні футбольної кар'єри — український футбольний тренер.

## Кар'єра футболіста
Володимир Мартинюк є вихованцем дитячо-юнацької школи київського «Динамо», де його першим тренером був колишній футболіст київського клубу Олександр Шпаков. У команді майстрів молодий футболіст дебютував у 1985 році виступами за керченський «Океан», який грав у другій лізі чемпіонату СРСР. За два роки Мартинюк відіграв за клуб 14 матчів, і два роки виступав за аматорську команду «Балашиха» з Підмосков'я. У 1989 році футболіст зіграв 1 матч за друголіговий «Уралан» з Елісти, пізніше повернувся до «Океану». Цього ж року Володимир Мартинюк перейшов до складу луцького клубу «Волинь». У чемпіонському для волинян сезоні футболіст зіграв лише 18 матчів, що не завадило йому отримати разом із іншими гравцями команди золоті медалі переможців чемпіонату УРСР. По закінченні сезону Мартинюк покинув «Волинь», і став гравцем охтирського «Нафтовика», а наступного року — рівненського «Авангарду», проте в обох клубах зіграв лише по 4 матчі за сезон. У чемпіонаті незалежної України футболіст дебютував матчем за першолігову білоцерківську «Рось», проте у команді зіграв лише 1 матч, і перейшов до складу іншої першолігової команди «Автомобіліст» із Сум, у якій грав до кінця 1992 року. З початку 1993 року став гравцем іншої першолігової команди — ужгородського «Закарпаття», а закінчив сезон дебютом у вищій лізі України за криворізький «Кривбас» в матчі проти одеського «Чорноморця», проте цей матч так і залишився для футболіста єдиним проведеним у вищому дивізіоні. Після завершення сезону 1992—1993 Мартинюк повернувся до сумського клубу, який вже виступав під назвою СБТС, і виступав у ньому до кінця 1993 року. Після невеликої перерви у виступах у великому футболі Володимир Мартинюк у 1996 році грав за друголіговий клуб «Керамік» із Баранівки, а пізніше за інші друголігові клуби «Оболонь» та «Факел», проте у кожному з них футболіст зіграв лише по кілька матчів. Останнім професійним клубом для Володимира Мартинюка став угорський «Дунаферр», у складі якого футболіст грав у сезонах 1996—1997 та 1997—1998. Після закінчення виступів в угорському клубі Мартинюк повернувся в Україну, де протягом року грав за аматорський клуб «Рефрижератор» із Фастова, після чого остаточно завершив кар'єру футболіста.

## Після закінчення кар'єри футболіста
Після завершення виступів на футбольних полях Володимир Мартинюк розпочав тренерську діяльність. Володимир Мартинюк тренував аматорську команду «Хілд-Любомир» із Ставища, із яким вигравав Меморіал Віталія Голубєва, пізніше очолював київський аматорський клуб «Переможець».

## Досягнення
- Переможець Чемпіонату УРСР з футболу 1989, що проводився у рамках турніру в шостій зоні другої ліги СРСР.